# ボーダー病
ボーダー病（ボーダーびょう、英: border disease）は、ボーダー病ウイルス感染を原因とするヒツジ、ヤギの感染症。ボーダー病ウイルスはフラビウイルス科ペスチウイルス属に属するRNAウイルスであり、多くの偶蹄類に感染する。妊娠動物の感染により胎盤感染を引き起こす場合があり、時期により死流産、胎子の免疫寛容、内水頭症、関節弯曲症を引き起こす。急性感染では発熱、まれに呼吸器症状、下痢を示す。
2012年、日本国内で初めて羊ボーダー病ウイルスが確認された。感染動物はヒツジではなく、ブタであった。